# Lundhags
Lundhags Skomakarna AB ist ein schwedisches Unternehmen, Hoflieferant des Königshauses und offizieller Ausrüster der Sirius-Patrouille.

## Geschichte
Die Firmengeschichte Lundhags begann 1932 mit der Übernahme der Schuhmacherei seines Vaters durch Jonas Lundhag in der Nähe von Östersund. Anfangs wurden ausschließlich lederne Schuhe und Wanderstiefel hergestellt, 1947 die ersten Schuhe aus Zellgummi. Aufgrund des Wachstums zog die Schuhmacherei 1973 nach Järpen in der Nähe von Åre um. Ein wichtiges Ereignis in der Firmengeschichte stellte die Ausrüstung einer Mount-Everest-Expedition im Jahr 1988 dar.
Die Produktion von Textilien begann 1997, ein Jahr später wurde die Fabrik bei einem Brand vollkommen zerstört. Nach nur einem Jahr Bauzeit konnte das neue Fabrikgebäude 1999 eingeweiht und bezogen werden. Die nächste Erweiterung der Produktpalette fand im Jahr 2000 mit der Einführung der V-Rucksäcke statt. Von 2007 bis Ende 2011 gehörte Lundhags zur Norrwin Group, welche eine Expansion über die Grenzen Schwedens möglich machte. Im Januar 2012 wurde Lundhags durch die norwegische Swix Group (seit 2018 als Brav Norway firmierend) übernommen.
Durch die umweltfreundliche Unternehmensstrategie wurde Lundhags 2011 zum Norr Green Partner.

## Produkte

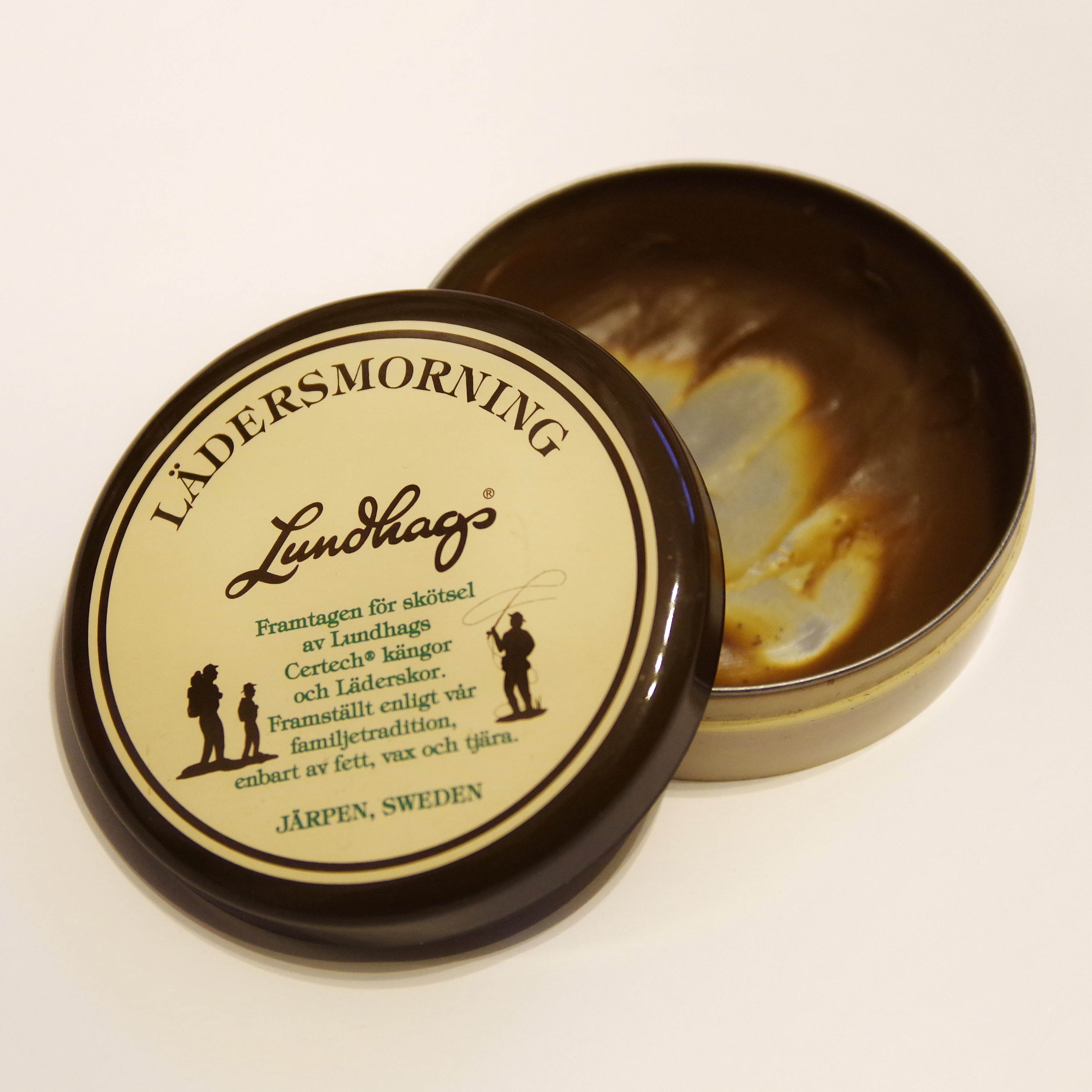
Lundhags Lederfett

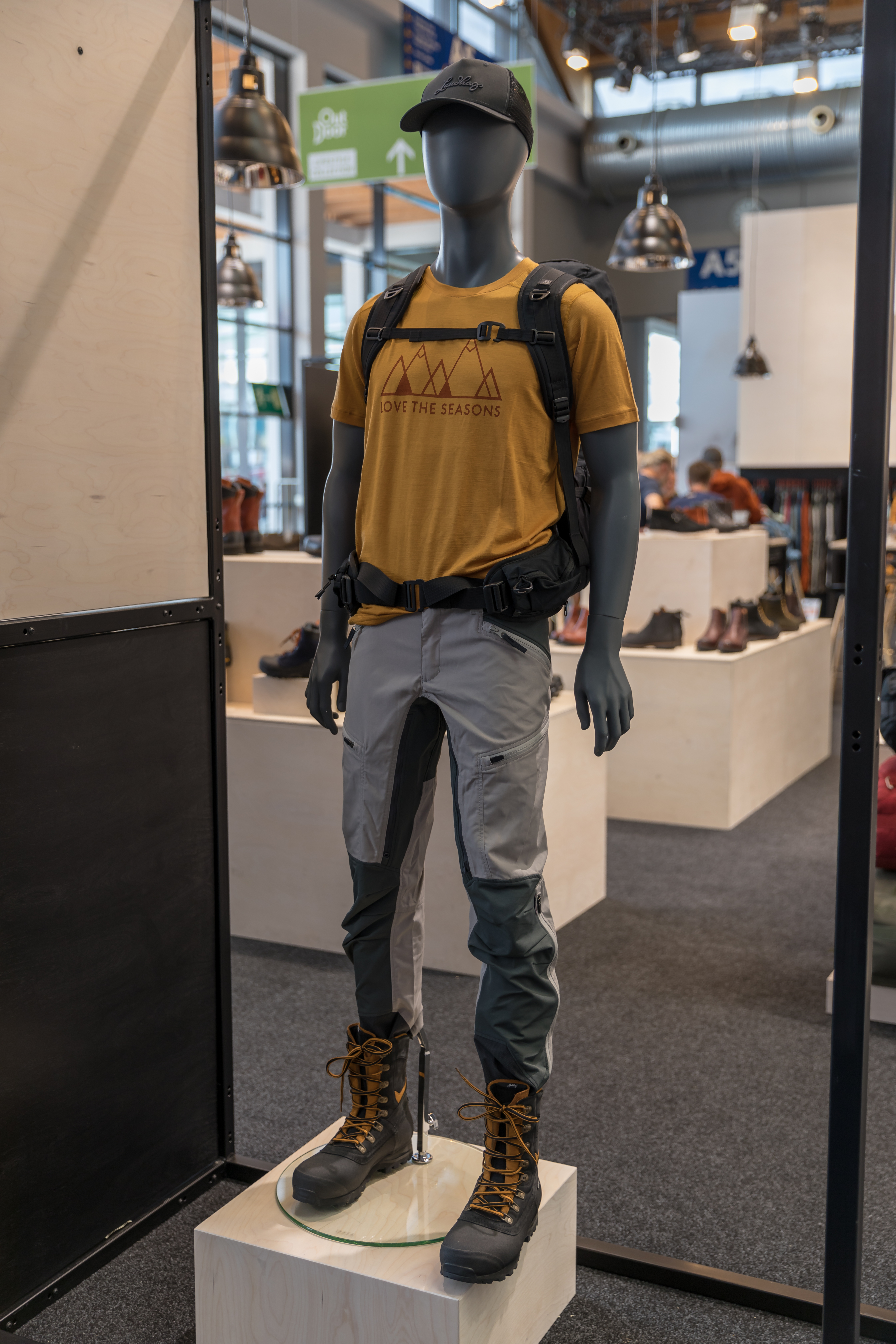
Lundhags-Outdoorbekleidung

Neben Wanderstiefeln, für welche das Unternehmen bekannt ist, werden auch Outdoor-Bekleidung, Rucksäcke, Tourenschlittschuhe und Zubehör für Nordic Skating (Toureneislaufen) sowie Lederpflegeprodukte hergestellt. Bei der Produktion wird darauf geachtet, möglichst umweltfreundlich zu handeln. Dazu gehört z. B. auch die Verwendung von Baumwolle aus ökologischem und nachhaltigem Anbau, mit Pflanzenfett schonend gegerbtes Leder und der Verzicht auf Imprägnierungen auf FCKW-Basis.